# Back for Good (Modern Talking)
Back for Good è un album in studio del gruppo musicale tedesco Modern Talking, pubblicato nel 1998 dopo l'inaspettata reunion del duo.
Il disco consiste di 13 "hit" in nuova versione, 4 canzoni inedite e un medley.

## Tracce
1. You're My Heart, You're My Soul (New Version) – 3:47
2. Brother Louie (New Version) – 3:36
3. I Will Follow You – 3:56
4. Cheri, Cheri Lady (New Version) – 3:00
5. You Can Win If You Want (New Version) – 3:25
6. Don't Play With My Heart – 3:23
7. Atlantis Is Calling (New Version) – 3:20
8. Geronimo's Cadillac (New Version) – 3:02
9. Give Me Peace on Earth (New Version) – 4:08
10. We Take the Chance – 3:59
11. Jet Airliner (New Version) – 3:51
12. Lady Lai (New Version) – 4:56
13. Anything Is Possible – 3:36
14. In 100 Years (New Version) – 3:53
15. Angie's Heart (New Version) – 3:28
16. You're My Heart, You're My Soul (Original No.1 Mix '84) – 3:10
17. You Can Win If You Want (Original No.1 Mix '84) – 3:40
18. No. 1 Hit Medley – 7:03